# St. Gregorn
St. Gregorn ist eine Ortschaft in der Gemeinde Brückl im Bezirk Sankt Veit an der Glan in Kärnten. Die Ortschaft hat 28 Einwohner (Stand 1. Jänner 2024).

## Lage
Die Ortschaft liegt im Südosten des Bezirks Sankt Veit an der Glan, am Nordostrand des Klagenfurter Felds, nahe der Abzweigung der Seeberg Straße (B 82) in Richtung Völkermarkt von der Görtschitztal Straße (B 92). Quer durch den Ort verläuft eine Katastralgemeindegrenze: die nördlichen Häuser liegen auf dem Gebiet der Katastralgemeinde Brückl, die südlichen auf dem Gebiet der Katastralgemeinde St. Filippen. Zur Ortschaft gehören auch die paar Häuser bei der ehemaligen Payermühle an der Gurk.

## Geschichte
In der Ortschaft befand sich eine urkundlich ab 1619 erwähnte Filialkirche. Der kleine Bau wies einen romanischen Kern auf und wurde um 1950 abgerissen.
In der ersten Hälfte des 19. Jahrhunderts gehörte der Ort zum Steuerbezirk Osterwitz. Bei Gründung der Ortsgemeinden im Zuge der Reformen nach der Revolution 1848/49 wurde der Ort geteilt: die Häuser im Norden, auf dem Gebiet der Katastralgemeinde Brückl, kamen an die Gemeinde Brückl (damals noch St. Johann am Brückl). Die Häuser im Süden, auf dem Gebiet der Katastralgemeinde St. Filippen, kamen zur Gemeinde St. Filippen. Seit der Gemeindezusammenlegung 1865 gehörte der gesamte Ort zur Gemeinde Brückl, die bis 1915 den Namen St. Johann am Brückl führte.

## Bevölkerungsentwicklung
Für die Ortschaft zählte man folgende Einwohnerzahlen:
- 1869: 5 Häuser, 58 Einwohner[3]
- 1880: 5 Häuser, 60 Einwohner[4]
- 1890: 5 Häuser, 53 Einwohner[5]
- 1900: 5 Häuser, 53 Einwohner[6]
- 1910: 5 Häuser, 66 Einwohner[7]
- 1923: 7 Häuser, 48 Einwohner[8]
- 1934: 47 Einwohner[9]
- 1961: 4 Häuser, 36 Einwohner[10]
- 2001: 10 Gebäude (davon 8 mit Hauptwohnsitz) mit 11 Wohnungen; 22 Einwohner und 2 Nebenwohnsitzfälle; 10 Haushalte; 0 Arbeitsstätten, 4 land- und forstwirtschaftliche Betriebe[11]
- 2011: 10 Gebäude, 24 Einwohner, 10 Haushalte, 0 Arbeitsstätten[12]
- 2021: 13 Gebäude, 31 Einwohner, 12 Haushalte, 6 Arbeitsstätten[13]